# براندون واتسون
براندون واتسون (بالإنجليزية: Brandon Watson)‏ هو لاعب كرة قاعدة أمريكي، ولد في 30 سبتمبر 1981 في لوس أنجلوس في الولايات المتحدة.

## وصلات خارجية
- براندون واتسون على موقع دوري كرة القاعدة الرئيسي (الإنجليزية)
- براندون واتسون على موقعبيزبول رفرنس.كوم (الدوري الرئيسي) (الإنجليزية)
- براندون واتسون على موقعبيزبول رفرنس.كوم (الدوري الثانوي) (الإنجليزية)